# Modiga agenter
Modiga agenter är den svenska popgruppen Freestyles andra och sista studioalbum, utgivet 1982.
Albumet producerades av Ulf Wahlberg, Det fanns planer på att även ge ut skivan med engelska texter under titeln "Mission Impossible", men detta genomfördes aldrig.

## Låtlista
Sida ett
1. "Att leka med känslor" (Tommy Ekman, Christer Sandelin, Gigi Hamilton, Joakim Hagleitner) - 3:10
2. "Jag vill att du ska veta" (Ekman, Sandelin, Hamilton) - 3:06
3. "Svårt att välja" (Ekman, Sandelin) - 3:50
4. "Om och om igen" (Ekman, Sandelin, Hagleitner, Anders Uddberg) - 3:56
5. "Under täcket" (Ekman, Sandelin) - 3:10

Sida två
1. "Modiga agenter" (Ekman, Sandelin) - 3:15
2. "Alla balla robotar" (Ekman, Sandelin, Hamilton) - 2:58
3. "Ögon som glittar" (Ekman, Sandelin, Hamilton) - 4:58
4. "Lollita" (Ekman, Sandelin) - 3:50
5. "Panta rei" (Uddberg) - 2:38

## Listplaceringar
| Lista (1982) | Topplacering |
| ------------ | ------------ |
| Norge        | 13           |
| Sverige      | 4            |